# Sabaria
Sabaria är ett släkte av fjärilar. Sabaria ingår i familjen mätare.

## Bildgalleri

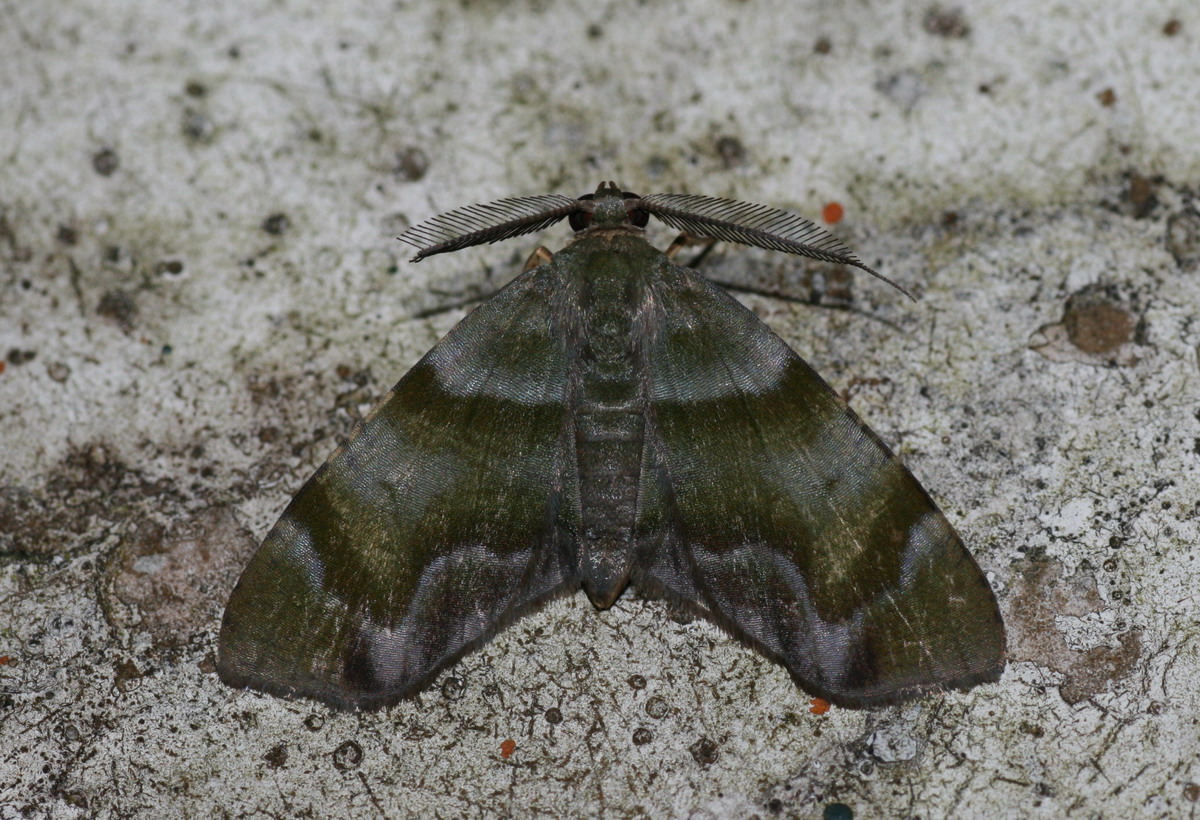
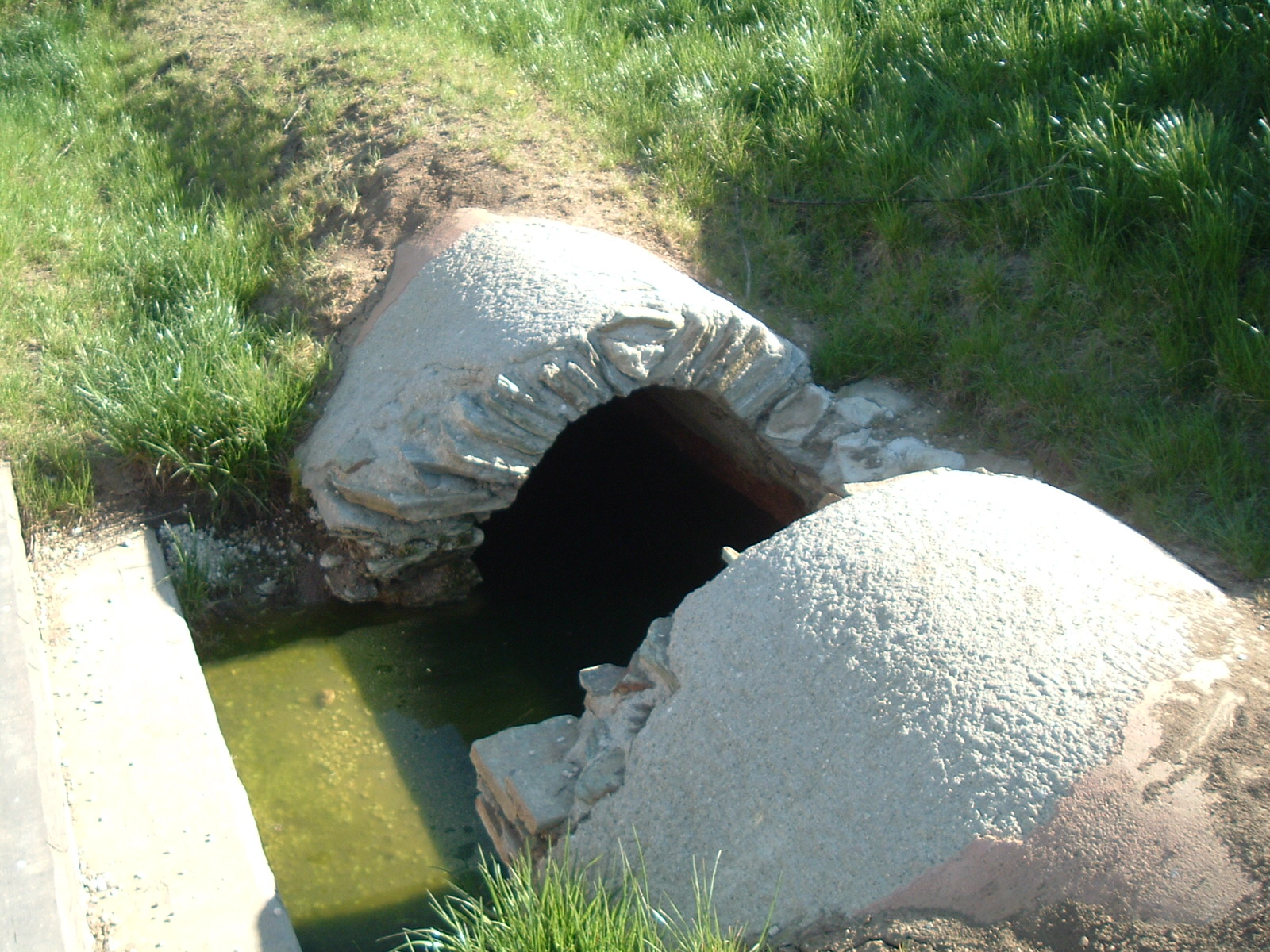
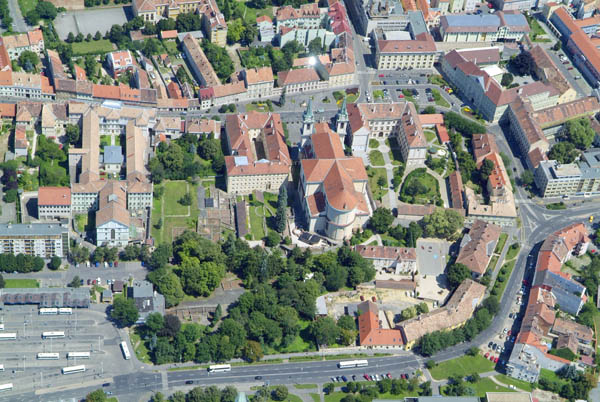

## Dottertaxa tillSabaria, i alfabetisk ordning[1]
- Sabaria alienata
- Sabaria anagoga
- Sabaria berytana
- Sabaria colorata
- Sabaria compsa
- Sabaria contractaria
- Sabaria costimaculata
- Sabaria cyclogonata
- Sabaria elegans
- Sabaria euchroes
- Sabaria excavata
- Sabaria excitata
- Sabaria fulvifusa
- Sabaria haematopis
- Sabaria incitata
- Sabaria innotata
- Sabaria intexta
- Sabaria likianga
- Sabaria lilacina
- Sabaria lithosiaria
- Sabaria mediusta
- Sabaria miscella
- Sabaria multidentata
- Sabaria obliquilineata
- Sabaria pallida
- Sabaria paupera
- Sabaria perfulvata
- Sabaria pulchra
- Sabaria pulchricolor
- Sabaria purpurascens
- Sabaria pyrotoca
- Sabaria rigorata
- Sabaria rondelaria
- Sabaria rosearia
- Sabaria rufipennis
- Sabaria schistifusata
- Sabaria semifulva
- Sabaria semiruba
- Sabaria serpentinaria
- Sabaria spurca
- Sabaria squalida
- Sabaria squalidaria
- Sabaria violacearia
- Sabaria viridapex